# Nikola Jakšić
Nikola Jakšić (serbisch-kyrillisch Никола Јакшић; * 17. Januar 1997 in Belgrad) ist ein serbischer Wasserballspieler. Er war dreimal Olympiasieger, einmal Weltmeister sowie zweimal Europameister.

## Sportliche Karriere
Bei der Weltmeisterschaft 2015 in Kasan bezwangen im Finale die Serben die Kroaten mit 11:4. Jakšić warf sowohl im Halbfinale als auch im Finale jeweils ein Tor. Anfang 2016 gewannen die Serben den Titel bei der Europameisterschaft in Belgrad. Beim olympischen Wasserballturnier in Rio de Janeiro belegten die Serben in ihrer Vorrundengruppe nur den vierten Platz. Mit Siegen über Spanien im Viertelfinale und über Italien im Halbfinale erreichten die Serben gleichwohl das Finale und bezwangen dort die kroatische Mannschaft mit 11:7. Der Centerverteidiger Jakšić erzielte drei seiner vier Turniertore in der Vorrunde und eins im Halbfinale.
2017 bei der Weltmeisterschaft in Budapest erhielt das serbische Team die Bronzemedaille, nachdem sie im Halbfinale gegen die Kroaten verloren hatten. Im gleichen Jahr gewann Jakšić mit der serbischen Auswahl bei der Universiade in Taipeh. 2018 erkämpfte Serbien bei den Mittelmeerspielen in Tarragona die Goldmedaille vor der griechischen Mannschaft. Einen Monat später siegte Serbien bei der Europameisterschaft in Barcelona nach Fünfmeterschießen im Finale gegen Spanien. Nikola Jakšić warf acht Tore, darunter das letzte Tor im Endspiel. Nachdem die serbische Mannschaft sowohl bei der Weltmeisterschaft 2019 als auch bei der Europameisterschaft 2020 lediglich den fünften Platz belegt hatte, flog sie nicht als Favorit zu den Olympischen Spielen in Tokio. Serbien unterlag in der Vorrunde gegen Spanien und Kroatien. Nach einem Viertelfinalsieg über Weltmeister Italien und einem Halbfinalsieg über die Spanier gewannen die Serben das Finale gegen die Griechen mit 13:10.
Jakšić belegte mit der serbischen Mannschaft den fünften Platz bei der Weltmeisterschaft 2022 und den vierten Platz Weltmeisterschaft 2023 und den sechsten Platz bei der Weltmeisterschaft 2024. Bei den Olympischen Spielen 2024 in Paris erreichte die serbische Mannschaft in der Vorrunde den vierten Platz. Nach Siegen über Griechenland im Viertelfinale und das US-Team im Halbfinale standen die Serben im Finale und trafen auf die Kroaten, die in der Vorrunde ebenfalls Gruppenvierte geworden waren. Serbien siegte im Endspiel mit 13:11 und gewann die dritte olympische Goldmedaille in Folge. Jakšić warf im Finale zwei Tore. Beim Olympiasieg 2024 war auch Nikolas jüngerer Bruder Petar Jakšić dabei.
Auf Vereinsebene spielte Nikola Jakšić bis 2017 bei VK Partizan Belgrad. Nachdem er von 2015 bis 2017 serbischer Meister geworden war, siegte er 2018 und 2019 mit Ferencváros Budapest in der ungarischen Meisterschaft. 2022 siegte er mit VK Novi Belgrad in der serbischen Meisterschaft.